# 海岸角蜥
海岸角蜥（Phrynosoma coronatum），又名冠角蜥、角蟾蜥或冠狀角蜥，是分佈在美國下加利福尼亞州北部至加利福尼亞州的莎加緬度山谷（Sacramento Valley）的蜥蜴。在其細小的分佈地內就有6個亞種。
海岸角蜥外表似乎很粗糙，但其實是光滑的。其頭部、背部及兩側都有尖棘。當受到騷擾時，牠們可以從眼睛噴出血液作為抵禦。

## 保育狀況
其被列為《瀕危野生動植物種國際貿易公約》附錄二的物種，被限制出口及貿易。